# Любчик, Юлия Викторовна
Юлия Викторовна Любчик (род. 2 сентября 1990 года) — российская легкоатлетка, мастер спорта международного класса, рекордсменка России в метании молота. Серебряный призёр Сурдлимпийских игр 2013 года.

## Спортивная карьера
Член Сурдлимпийской сборной команды России по лёгкой атлетике.
2009 г.
Участница Сурдлимпийских игр в г. Тайбэй (Тайвань)
- 2 место в метании диска на Чемпионате России по легкой атлетике среди спортсменов-инвалидов по слуху г. Вологда;
- 1 место в метании молота на Чемпионате России по легкой атлетике среди спортсменов-инвалидов по слуху г. Вологда.

2010 г.
- 1 место в метании молота на Чемпионате и Первенстве России по легкой атлетике среди спортсменов-инвалидов по слуху г. Чебоксары;
- 1 место в метании диска на Чемпионате и Первенстве России по легкой атлетике среди спортсменов-инвалидов по слуху г. Чебоксары.

2011 г.
- 3 место в метании молота на Чемпионате Европы по легкой атлетике среди спортсменов-инвалидов по слуху в г. Кайсери (Турция);
- 3 место в метании диска на Чемпионате Европы по легкой атлетике среди спортсменов-инвалидов по слуху в г. Кайсери (Турция);
- 1 место в толкании ядра на Чемпионате России по легкой атлетике среди спортсменов-инвалидов по слуху в г. Чебоксары;
- 1 место в метании диска на Чемпионате России по легкой атлетике среди спортсменов-инвалидов по слуху в г. Чебоксары;
- 1 место в метании молота на Чемпионате России по легкой атлетике среди спортсменов-инвалидов по слуху в г. Чебоксары.

2012 год:
- 4 место — Чемпионате Мира по лёгкой атлетике среди глухих и слабослышащих спортсменов (г. Торонто, Канада);
- 1 место — Чемпионат России по лёгкой атлетике, метание молота (г. Чебоксары).

2013 год:
- 1 место — Чемпионат России по легкой атлетике, метание молота (г. Чебоксары);
- 1 место — Чемпионат России по легкой атлетике, метание диска (г. Чебоксары);
- 3 место — Чемпионат России по легкой атлетике, толкание ядра (г. Чебоксары);
- 2 место — летние Сурдлимпийские игры, метание молота (г. София, Болгария).

## Тренер
Тренируется под руководством заслуженного тренера России Юрия Курдюмова.

## Образование и работа
Студентка второго курса Сургутского государственного университета факультета «Адаптивная физическая культура и спорт». Работает в Бюджетном учреждении Ханты-Мансийского автономного округа Югры «Центр спорта инвалидов» на должности спортсмен-инструктор.